# 星霜鋼機ストラニア
『星霜鋼機ストラニア』（Strania -The Stella Machina-）は2011年にグレフから発売されたシューティングゲーム。
Xbox Live Arcadeで2011年3月30日から配信開始。アーケードでもNESiCAxLive配信タイトルとして2011年4月27日から配信が開始された。2015年11月25日にはWindows PC向け移植版がSteamにて配信開始された。
2020年9月より、exA-Arcadiaに対応し新難易度や武器性能面を調整したアーケードゲーム『星霜鋼機ストラニアEX』が稼働開始。2025年1月23日にはNintendo Switch版にて『EX』版が発売。

## 概要
公式なジャンル名は「80'年代風ロボットアクションシューティング」とされており、レベルデザインやメカデザインなど、様々な面で1980年代の2Dシューティングゲームを意識した内容となっている。複数の武器を切り替えて戦うシステムや3Dグラフィックを生かした大胆な視点変更による演出が特徴。また、2つの文明の軍事衝突というストーリーや背景設定が、ゲーム内容にも反映されている。
音楽は与猶啓至が担当。また、グラフィックデザインを井内ひろしが担当している。
グレフにとって初めての家庭用ゲーム機向けタイトルである（ただし、初出はアーケードゲームとしてであり、家庭用ゲーム機で配信後に、アーケードへの”再移植”も行われている）。

## ストーリー
神話の時代より、惑星ストラニアで語り継がれる一つの星「バウワー」。
科学技術が発展し、宇宙開拓時代へと歩みを進めたストラニアは、突如3光年離れたバウワーの文明による襲撃を受ける。
バウワー軍の前線基地「NS-032」によって制宙権を奪われたストラニア軍は、戦局を好転させるべく「NS-032」の破壊を目標とした電撃作戦を計画する。
ストラニア軍の特殊鋼機部隊「ステラマキナ」は、最大の障害である巨大粒子兵器「GUNROCK」の機能停止と「NS-032」を破壊する任務を与えられ、出撃する。

## ゲームシステム

### ゲームルール
人型兵器のプレイヤー機を操り、全6+1ステージのクリアを目指す。
難易度選択でNORMALを選んだ場合はステージ6をクリアした時点でゲームオーバーとなるが、HARDまたはEXPERTを選んだ場合は、ステージ6終了後に最終ミッションに進むことになる。
プレイヤー機が敵の攻撃を受けたり、ステージ内の地形に一定時間以上接触すると、アーマー（一般的なシューティングゲームにおける”残機”に相当する）が一つ減少し、アーマーがすべてなくなるとゲームオーバーとなる。アーマーはゲーム開始時に3つ所有しており、一定以上のスコアを獲得するたびにアーマー残数が1つ増える（エクステンド）。
ステージによっては、特別なミッション（味方機の護衛、敵施設の破壊など）が課せられる。ミッションをクリアするとボーナススコアが獲得できるが、失敗してもペナルティは発生しない。

### 武器システム
プレイヤーは最大3つの武器を所持し、使い分けることができる。3つの武器のうち2つがプレイヤー機の右腕と左腕に装着され、ショットボタンを押すことで発射される。残る1つの武器はストックとして格納される。武器チェンジボタンを押すと所有している武器の位置が、ストック→左腕→右腕→ストック…という風に切り替わる。
武器はステージ中のアイテムキャリアや武器を持った敵を破壊すると出現し、プレイヤー機が接触することで入手できる。その際、接触する方向によって、入手した武器が装着される腕を選ぶことができる。武器が出現した際にはガイドが表示され、どちらの腕に装着されるかが確認できるようになっている。SWORD以外の武器は、既に所有している状態で同じ位置に同じ武器を取得すると、LV2に強化できる（プレイしている陣営に属する武器のみ）。武器は全部で9種類（特定の条件でのみ使用できるものも含めると11種類）あり、これらを局面に応じてうまく使い分けていくことがクリアへの鍵となる。
一部を除く各武器には段級位制が存在し、各武器で敵を撃破して経験値を獲得すると、その武器の等級が上がっていく。等級は10級から始まり、獲得した経験値に応じて等級が上がり、最終的に10段まで上昇する。等級が上がるたびにボーナススコアが入るほか、ゲームクリア時には初段以上を達成した武器の数に応じて大量のスコアが獲得できるため、スコアアタックの際には、より多くの武器を活用していくことが求められる。

#### 両陣営共通の武器
このカテゴリーに属する武器は強化できない。
ノーマル（NORMAL）
正面に向かってまっすぐ弾を連射する。ゲーム開始時に左右の腕に装備されている。ステージ内では入手不可能。段級位は存在しない。
ソード（SWORD）
唯一の近接攻撃武器。ゲーム開始時にストックに格納されている。ショットボタンを連打すると正面方向へ連続して切りつける。攻撃範囲は半円状で、距離は短い。
ソードを使用している間はもう一方の武器は使用しない。両手の装備がソードの場合、弾消し効果を持った特殊な攻撃に派生する。この特殊攻撃は、プレイする陣営の1P、2Pそれぞれ、計4つの攻撃モーションに変化する。
ハンドガン（HANDGUN)
正面に向かって単発で弾を発射。特定の状況でのみ使用可能。段級位は存在しない。
エンプティ(ENPTY)
武器を装備していない状態。特定の状況でのみこの状態になる。段級位は存在しない。

#### ストラニア軍の武器
バルカン（VULCAN）
前方に放射状に弾をばらまくバルカン。攻撃範囲に優れる。
ミサイル（MISSILE）
敵を自動でロックオンし追尾するミサイル。プレイヤー機後方の敵もロック可能。
ロケット（ROCKET）
高威力で着弾すると巨大な爆風を発生させるロケット。わずかだが誘導機能もある。
ボム（BOMB）
前方には飛ばず、発射位置から画面下方向に落下していく特殊な武器。着弾地点に爆風を残す他、弾消し効果がある。

#### バウワー軍の武器
レーザー（LASER）
細身のレーザー。攻撃範囲は狭いが威力が高く、敵や特定の障害物を貫通する。
ディレクション（DIRECTION）
移動した方向の逆に向かって弾を発射する武器。自由に狙いをつけられる。
リフレクト（REFLECT）
画面端や地形に当たると反射する特殊な弾を発射する武器。発射方向は斜め70度の左右2方向。狭い地形などで有効。強化されると反射回数が2回に増える。
サイド（SIDE）
自機の左右90度方向に弾を発射する。横方向への攻撃に特化した武器。

### O/D（オーバードーズ）
緊急回避とスコアアタック用のフィーチャーを兼ね備えたシステム。
O/Dゲージが最大まで溜まった状態で、ショットボタンと武器チェンジボタンを同時押し（Xbox 360版では専用のボタンが用意されている）することで発動。また、ショットボタンを押していない状態で被弾した際、O/Dゲージが最大だと、ダメージを打ち消して自動で発動する。
発動中は一定時間無敵となり、敵を破壊した際のスコアに倍率がかかる。スコア倍率は残りの効果時間に反比例して1.0倍から0.1単位で上昇し、効果終了間際には2.0倍にまで上がる。効果終了後、O/Dゲージは空になる。
O/Dゲージは、敵を破壊したり、武器を取得することで増加する。

### サイド”バウワー”
追加コンテンツ「サイド”バウワー”」はバウワー軍の視点から物語を描いたものであり、本編の最終ステージだったバウアー軍の拠点が最初のステージとして設定されているなど、本編とは逆の展開をとる。また、各ステージの進行方向も逆転し、敵の配置やボスも全て変更されている。
さらに、陣営の違いによる差異は細部に及ぶ。たとえば、NORMALとSWORD以外の武器はどちらかの陣営に属しており、自陣営の武器はアイテムキャリアから入手できるが、敵陣営の武器は武器を持った敵を破壊しないと入手できない。武器の強化も、所属陣営の武器のものしか強化できないようになっている。

## 開発

### 音楽
本作の音楽を担当した与猶は4Gamer.netとのインタビューの中で起用された経緯について、「KORG DS-10を用いた活動をしていたところ、たまたま僕の昔の曲を知っていたグレフの丸山博幸社長から本作のビジョンに合っていたということで目に留まった」と述べている。
「サイド”ストラニア”」と「サイド”バウワー”」はそれぞれ音楽の方向性が異なり、前者は『ニューラルギア』をはじめとする昔ながらのゲーム音楽を意識した作り方がされているのに対し、後者は現代的なゲーム音楽を意識した作り方がされている。

### 配信までの経緯
2009年（平成21年）10月に秋葉原Heyで行われたロケテストにおいて初めて披露された。この段階では対応プラットフォームは未定とされており、アーケード以外での展開も示唆されていた。その1年後の2010年（平成22年）10月にXbox Live Arcadeでの配信が発表され、2011年（平成23年）1月にはNESiCAxLiveでの配信も告知された。
NESiCAxLive版は2011年（平成23年）4月27日に配信が開始されたが、スコアが正しく保存されないなどのネットワーク関連の不具合が発覚し、4月29日に配信が停止された。その後不具合の修正が行われ、7月7日より改めて配信が再開した。

### 追加コンテンツ
本編配信前から、追加コンテンツ「サイド”バウワー”」が存在することが告知されており、Xbox 360版は5月11日に、NESiCAxLive版は7月28日にそれぞれ配信が開始された。Xbox 360はDLC（価格400MSP）として配信されている。PC版は最初から製品に含まれている。